# Ronnie Bedford
Ronald „Ronnie“ H. Bedford (* 2. Juni 1931 in Bridgeport, Connecticut; † 20. Dezember 2014 in Powell, Wyoming) war ein US-amerikanischer Jazz-Schlagzeuger.
Bedford stammte aus einer musikalischen Familie; mit zehn Jahren begann er Schlagzeug zu spielen. Sein frühes Vorbild war Gene Krupa. 1949 tourte er mit Louis Prima, leistete anschließend den Militärdienst bei der U.S. Army ab, wo er in einer Militärkapelle spielte. Danach tourte er mit dem Quintett von Benny Goodman, mit dem er u. a. im New Yorker Central Park und in der Londoner Royal Albert Hall auftrat. Er arbeitete außerdem mit Benny Carter und für verschiedene Broadwayshows. Für zwanzig Jahre gehörte er dem Trio des Pianisten Morris Nanton an. 1980 zog er mit seiner zweiten Ehefrau nach Wyoming, wo er an Colleges und Universitäten der Region unterrichtete, ab 1986 am Northwest College in Powell. Ferner war er Mitbegründer des Yellowstone Jazz Festival. Für seine Aktivitäten zur Förderung der Jazzmusik in Wyoming erhielt er den Governor’s Award for the Arts. Im Bereich des Jazz war er zwischen 1955 und 1999 an 71 Aufnahmesessions beteiligt, u. a. auch bei Sam Donahue, Don Elliott, Pee Wee Russell, Rod Levitt, Bobby Hackett, Johnny Richards, Chuck Wayne, Lee Konitz, Bernie Leighton, Hank Jones, Carmen Leggio, Buddy DeFranco, Jimmy Maxwell, Don Friedman, Warren Chiasson, Morgana King, Chris Connor, Dick Meldonian, Walter Norris, Harold Ashby, Susannah McCorkle, Arnett Cobb und George Masso.

## Diskographische Hinweise
- Walter Norris With Ronnie Bedford & George Mraz: Stepping On Cracks (Progressive Records, 1982)
- Bill Watrous Quartet With Derek Smith, Linc Milliman and Ronnie Bedford: Roaring Back Into New York, New York (Famous Door, 1983)
- Ronnie Bedford Quartet Featuring Tommy Newsom and Bill Charlap: Just Friends (Progressive, 1993)
- Ronnie Bedford & Friends: QuaDRUMvirate (Progressive, 1999), mit Steve Wiest, Derek Smith, Eric Thorin